# Richard Egarr
Richard Egarr (ur. 7 sierpnia 1963 w Lincoln) – brytyjski klawesynista, pianista i dyrygent.

## Życiorys
Studiował w Clare College na (Uniwersytecie Cambridge), kształcił się także pod kierunkiem Gustava Leonhardta, specjalizując się w wykonawstwie historycznym.
Grywa na wszystkich typach instrumentów klawiszowych, wykonując repertuar od XV-wiecznych organowych intabulacji, przez utwory Fryderyka Chopina na wczesnym fortepianie po twórczość Albana Berga na współczesnym instrumencie. Zajmuje się także kameralistyką, występując w duecie ze skrzypkiem Andrew Manzem.
Uczestniczy w pracach jury Międzynarodowego Konkursu Bachowskiego w Lipsku.
Jako dyrygent Egarr został w 2006 roku mianowany następcą Christophera Hogwooda na stanowisku dyrektora muzycznego Academy of Ancient Music.